# シシラン
シシラン（獅子蘭、学名：Vittaria flexuosa）は、シダ植物門シシラン科シシラン属の植物である。細い葉を多数つける熱帯系のシダ植物である。

## 特徴
シシランは着生植物になる常緑の多年草で、大きな株になって岩の上や樹木の上に着生している。根茎は短く横に這い、葉と鱗片を密につける。
葉は全体に線形で長さは15-45cm、時には80cmにも達し、基部は根茎からほぼ垂直に出て、先端に向けて次第に下垂する。木の上にあれば多数の葉が垂れた姿に、岩の上だとシュンランなどに見えなくもない。葉の基部は褐色を帯びた葉柄になるが、ごく基部近くまで葉身が下がっているので区別ははっきりしない。
葉の表面にはつやがあり、葉脈がかすかに判別できる。表側では主軸がわずかにくぼんでいるだけだが、裏側では、主軸ははっきりと突き出て、葉の縁は内側にやや巻く。胞子のう群は、この葉の縁の巻き込みに沿って、葉の縁側に連続的な線として、ほぼ葉の全長にわたって並んでいる。

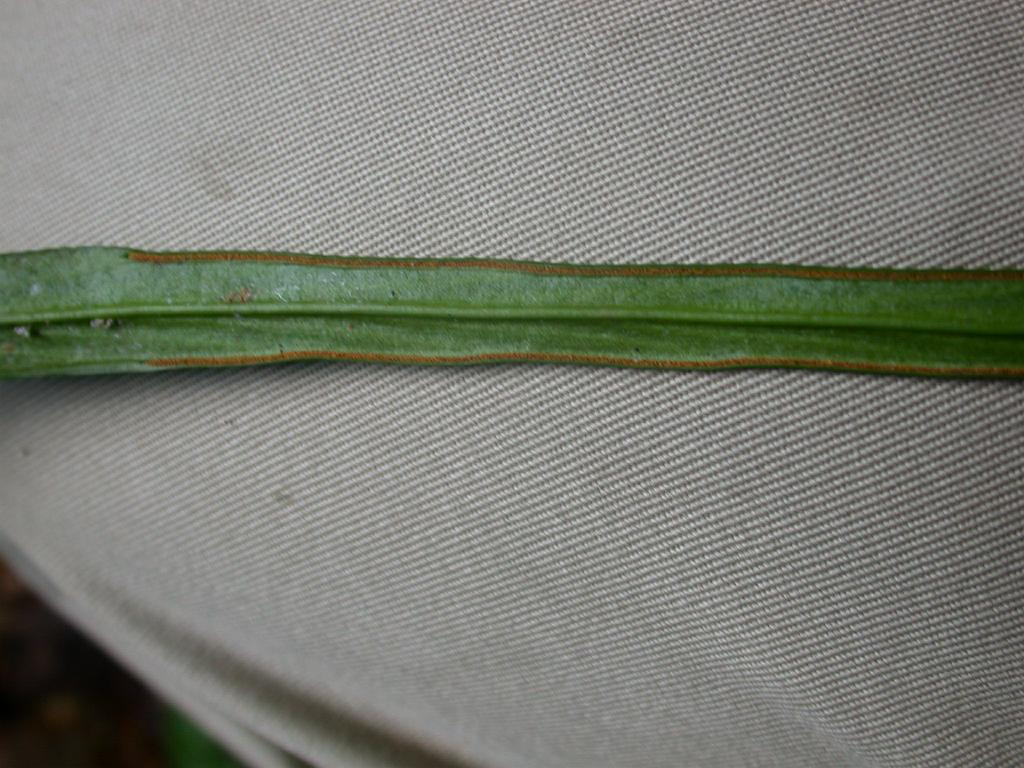
シシランの胞子嚢群

日本の関東以西から琉球列島にわたる暖地、朝鮮半島、中国、ヒマラヤからマレーシアまで分布。森林内の湿度の高いところではごく普通に見られる。
名前の由来は、岩の上に大株があるとまるで獅子の鬣のように見えることから名付けられたとも言われる。

## 利用
利用例はほとんどない。生えてくれば喜ばれるかもしれないが、人家周辺に出現することは少なく、栽培されることもほとんどない。